# Lefter Koxhaj
Lefter Koxhaj, connu sous le nom de guerre Komandant Teli, né le 22 septembre 1969 à Nishovë en Albanie et mort le 7 août 2001 à Skopje, était un militant et commandant au sein de l'Armée de libération nationale (UÇK) durant le conflit de 2001 en Macédoine du Nord.

## Biographie
Lefter Koxhaj est né dans une région montagneuse de Skrapar. Avant son engagement militaire, il a émigré en Grèce, où il a vécu et travaillé à Athènes, Thessalonique et en Crète.
Avec le déclenchement du conflit en Macédoine du Nord, il rejoint l’UÇK sous le nom de Lefter Bicaj et devient rapidement commandant de l’unité spéciale Skënderbeu. Il est impliqué dans plusieurs affrontements dans les régions de Slupčane, Matejče et Aračinovo.

## Mort
Le 7 août 2001, il est tué lors d’une opération spéciale de la police macédonienne à Gazi Baba, un quartier de Skopje. Cette intervention, menée par l’unité d’élite « Tigres », visait un appartement où se trouvaient plusieurs membres de l’UÇK. Lefter Koxhaj et quatre de ses camarades y trouvent la mort.